# Bekir Grebena
Bekir Fikri Grebena też jako: Bekir aga Grebenali, Bekir Fikri effendi (ur. w 1882 w Grewenie, zm. 21 grudnia 1914 w Sarıkamışie) – oficer armii osmańskiej, pochodzenia albańskiego.

## Życiorys
W 1903 ukończył szkołę wojskową w Stambule, a następnie służył w Jemenie. Uczestnik rewolucji młodotureckiej w 1908. W czasie I wojny bałkańskiej stał się bohaterem armii osmańskiej, kiedy przez kilka miesięcy, na czele niewielkiego oddziału skutecznie powstrzymywał marsz armii greckiej w kierunku Konitsy i Leskovika. Wcześniej, z rąk greckich stracił rodziców i dwie siostry, czym tłumaczono potem jego postawę i nienawiść wobec Greków. Za dzielność w działaniach wojennych został awansowany na stopień kapitana, wyróżniony tytułem Bohatera Greveny (Grebena kahramanı), a także otrzymał tytuł beja.
Pod koniec 1913 Grebena otrzymał stanowisko dowódcy batalionu, ochraniającego urzędy państwowe w Stambule. Wkrótce potem otrzymał specjalne zadanie promowania jednego z muzułmańskich książąt na tron niepodległej Albanii. W tym celu przybył do Albanii i podjął negocjacje z premierem rządu albańskiego Ismailem Qemalem. Proponował zorganizowanie oddziałów złożonych z muzułmanów, którzy podejmą walkę przeciwko Grekom w Epirze, a także przeciwko Serbom, dopuszczającym się represji wobec muzułmanów w Macedonii. Wsparcie dla misji Grebeny miało stanowić 375 żołnierzy armii osmańskiej, których pod koniec 1913 zaokrętowano na austriacki parowiec Meran, płynący do Wlory. Kiedy 6 stycznia 1914 statek dopłynął do Albanii, uprzedzona o tym żandarmeria albańska, dowodzona przez pułkownika Thomsona dokonała rozbrojenia przybyszy i odesłała ich z powrotem do Turcji, via Triest. 8 stycznia 1914 do Albanii przybył także z kolejną wizytą Grebena, który miał przekonać Albańczyków do powierzenia tronu Ahmedowi İzzetowi Paszy, ówczesnemu ministrowi wojny Imperium Osmańskiego. Grebena został aresztowany, a 14 stycznia stanął przed sądem, wraz z sześcioma współpracownikami. 3 lutego 1914, sąd kierowany przez holenderskiego generała Willema De Veera skazał Grebenę na karę śmierci. Z uwagi na dużą popularność, jaką cieszył się Grebena w Albanii wkrótce został uwolniony i wrócił do Turcji. Objęcie go amnestią potwierdził po przybyciu do Albanii Wilhelm zu Wied. Grebena zginął kilka miesięcy później w bitwie z Rosjanami pod Sarıkamışem.
Był autorem opracowania w języku tureckim poświęconego Bałkanom - Mefkure-i vatan: ordu'da iman, wydanego w 1902, w którym krytykował niskie morale oficerów armii osmańskiej.